# El segrest de Daniel Rye
El segrest de Daniel Rye (originalment en danès, Ser du månen, Daniel) és una pel·lícula biogràfica danesa del 2019 dirigida per Niels Arden Oplev i Anders W. Berthelsen, i basada en un llibre de Puk Damsgård. Recorda les experiències del fotoperiodista Daniel Rye, interpretat per Esben Smed, que va ser retingut com a ostatge per ISIS durant tretze mesos. La cinta relata els esforços de la família per aconseguir l'alliberament, ja que el govern té la política de no pagar a terroristes per rescats. El 30 de març de 2022 es va estrenar el doblatge en català occidental a TV3. També s'ha editat una versió doblada al valencià per a À Punt, que es va emetre el 4 de novembre del mateix any.